# Chlorophthalmus zvezdae
Chlorophthalmus zvezdae är en fiskart som beskrevs av Kotlyar och Parin, 1986. Chlorophthalmus zvezdae ingår i släktet Chlorophthalmus och familjen Chlorophthalmidae. Inga underarter finns listade i Catalogue of Life.